# 13 décembre dans les chemins de fer
13 novembre 13 janvier
Chronologies thématiques
- Croisades
- Sports
- Disney

Cette page concerne les événements qui se sont déroulés un 13 décembre dans les chemins de fer.

## Événements

### XIXesiècle
- 1900. France : ouverture de la ligne 2 du métro de Paris entre Étoile et Porte Dauphine.

### XXIesiècle
13 décembre 2009Thalys accélère et passe à la grande vitesse entre Bruxelles et Amsterdam et entre Bruxelles et Cologne.
Ce même jour Le Francilien arrive sur  du reseau Transilien.
13 décembre 2015Sur le RER E, la station Rosa Parks est mise en service.
Le RER Vaud est réorganisé à la suite de la réouverture de la gare de Grandson.